# Быстрый (Львовская область)
Бы́стрый (укр. Бистрий) — село в Трускавецкой городской общине Дрогобычского района Львовской области Украины.
Население по переписи 2001 года составляло 301 человек. Занимает площадь 5.810 км². Почтовый индекс — 82176. Телефонный код — 3244.